# HD 177830
HD 177830 — звезда в созвездии Лиры на расстоянии около 192 световых лет от нас. Вокруг звезды обращается, как минимум, одна планета.

## Характеристики
Звезда относится к классу жёлтых субгигантов. Температура поверхности составляет 4804 кельвинов.

## Планетная система
14 ноября 1999 года группой астрономов была открыта первая планета HD 177830 b в системе. Она находится на расстоянии 1,22 а. е. от родительской звезды (почти такое же расстояние разделяет Землю от Солнца). Полный оборот она совершает за 407 суток. Вторая планета, HD 177830 c, была открыта в 2007 году. Она расположена ближе к родительской звезде — на расстоянии 0,5 а. е., и совершает полный оборот вокруг неё за 111 суток.